# Курунзулайське сільське поселення
Курунзула́йське сільське поселення (рос. Курунзулайское сельское поселение) — сільське поселення у складі Борзинського району Забайкальського краю Росії.
Адміністративний центр — село Курунзулай.

## Населення
Населення сільського поселення становить 339 осіб (2019; 448 у 2010, 697 у 2002).

## Склад
До складу сільського поселення входять:
| Населений пункт  | Населення, осіб (2002) | Населення, осіб (2010) |
| ---------------- | ---------------------- | ---------------------- |
| Курунзулай, село | 494                    | 341                    |
| Олдонда, село    | 203                    | 107                    |